# Palissadteknik

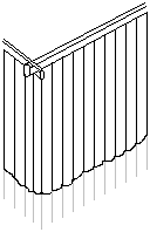
Palissadteknik med en jordgrävd vägg.

Palissadteknik är en historisk byggnadsteknik som använts i norra Europa främst under vikingatiden, men tekniken i sig kan vara äldre.
Palissadteknik är en självbärande väggkonstruktion med tättställda jordfasta stolpar eller plankor som både omsluter ett rum och bär upp dess tak. För att motverka röta tjärades stolparna eller plankorna och de nedre ändarna försågs med ett skyddande kollager genom bränning. Palissadraderna sattes gärna i grusfyllda diken. Senare använde man kluvna stockar (stavplankor) som gav väggarna en plan insida och kanterna kunde jämnas ut eller förses med not och fjäder (spont).
Länge trodde man att denna teknik försvann före tusentalet, men senare forskning visar att den var i bruk fram till 1100-talet. Palissadkyrkor är inte med säkerhet påvisade i Norge. Under en utgrävning av stenkyrkan Sankta Maria Minor i Lund hittades dock stolphål efter flera tidigare palissadkyrkor och det finns spår av liknande byggnader i hela Europa.
Den enda byggnad i denna teknik som har överlevt fram till vår tid är en vägg i mittsektionen av Greensted Church som står i Greensted i England. Detta ledde till att den kyrkan under lång tid räknades som den otvetydigt äldsta träkonstruktionen i Europa. En vanlig uppfattning var att kyrkan borde dateras till ungefär år 845 e.Kr. Senare har emellertid modernare dendrokronologiska metoder konstaterat att detta var felaktigt. Idag dateras kyrkan till tiden strax efter 1053 (1053+10-55 år) . På Gotland hittade man resterna av Hemse stavkyrka i golvet av den medeltida stenkyrkan.
Palissadtekniken efterföljdes av stolptekniken.

## Palissadkyrka
En palissadkyrka är en tidigmedeltida kyrkobyggnad uppförd i palissadteknik.